# Sosipatra
Sosipatra di Efeso (in greco antico: Σωσιπάτρα?, Sosipàtra; Efeso, ... – ...; fl. IV secolo) è stata una mistica, filosofa neoplatonica greca antica.

## Biografia
La storia della sua vita è stata raccontata esclusivamente da Eunapio nell'opera Vite dei filosofi e dei sofisti, che è per noi, ancorché dettagliata, fonte unica.
Quando aveva cinque anni, due saggi iniziarono a lavorare nella tenuta del padre di Sosipatra e quell'anno, grazie a loro, venne prodotta una messe abbondanteː questo "miracolo" convinsero il padre di Sosipatra a chiedere ai due filosofi di affidare la figlia e il suo patrimonio alle loro cure.
Al padre venne, allora, chiesto di lasciare la casa per cinque anni, durante i quali Sosipatra fu educata dai due uomini all'antica saggezza caldea e si diceva che avesse acquisito straordinarie abilità psichiche e di chiaroveggenza.
Sosipatra sposò Eustazio di Cappadocia, da cui ebbe tre figli, uno dei quali, Antonino, divenne un importante filosofo e teurgo.

## Insegnamento
Dopo la morte del marito, si ritirò a Pergamo, dove la sua abilità come filosofa la rese così popolare da eguagliare in prestigio Edesio anch'egli insegnante di filosofia in quella cittàː infatti Eunapio racconta che dopo che gli studenti avevano frequentato le lezioni del filosofo neoplatonico Edesio si recavano poi a sentire gli insegnamenti di Sosipatra.
Un suo parente chiamato Philometer, innamorato di lei, le lanciò un incantesimo per vincere il suo amore, ma Massimo di Efeso, allievo di Edesio e Sosipatra e che sarebbe poi diventato il maestro dell'imperatore Giuliano, fu in grado di rilevare la presenza della magia e di contrastarla con un contro-incantesimo. Sosipatra perdonò Philometer, e durante una lezioni sulla vita dopo la morte dell'anima, ebbe una visione di quest'uomo coinvolto in un incidente e fu in grado di mandare degli aiuti in tempo a salvargli la vita.